# 颱風葛樂禮 (1996年)
颱風姬羅莉亞（英語：Typhoon Gloria，國際編號：9608，台灣編號：9607，中國大陸編號：9607，聯合颱風警報中心：09W，菲律賓大氣地球物理和天文管理局：Gloring）是1996年太平洋颱風季中的一個熱帶氣旋。

## 影響

### 臺灣
當地懸掛最高風球信號：海上陸上颱風警報
颱風姬羅莉亞在菲律賓北部形成後向西北方向前進，26日16時左右登陸台灣恆春半島後續以西北方向前進，經高雄、臺南、臺中後，當日20時在濁水溪口出海，強度減弱，以西北方向朝向中國大陸福建省前進，並於泉州南安市石井鎮登陸。台灣受颱風姬羅莉亞環流及西南氣流雙重影響，花蓮、臺東、屏東地區豪雨持續數日。臺東地區鐵路、公路、航空交通中斷。台灣共有3人於風災中死亡。

### 英屬香港[1]
當地懸掛最高風球信號： 一號戒備信號
天文台於7月26日早上11時30分懸掛一號戒備信號，當時姬羅莉亞集結於香港以東約700公里。香港吹偏西風，日間天晴酷熱。受姬羅莉亞之外圍雨帶影響，黃昏開始有幾陣狂風驟雨。隨着姬羅莉亞翌日清晨於廈門附近登陸，一號信號於早上6時45分除下。尾隨姬羅莉亞的不穩定西南風影響廣東沿岸，香港於隨後一兩日多雲有雨。姬羅莉亞於7月27日下午2時最接近香港，當時位於香港之東北偏北約280公里。天文台總部於7月26日下午4時錄得最低瞬時海平面氣壓992.8百帕斯卡。

### 葡屬澳門
當地發出之最高熱帶氣旋信號：  一號風球

## 熱帶氣旋信號使用紀錄

### 英屬香港
| 皇家香港天文台 熱帶氣旋警告信號 | 皇家香港天文台 熱帶氣旋警告信號 | 皇家香港天文台 熱帶氣旋警告信號 |
| ------------------------------- | ------------------------------- | ------------------------------- |
| 上一熱帶氣旋                    | 一號戒備信號                    | 下一熱帶氣旋                    |
| 強烈熱帶風暴法蘭基              | 一號戒備信號                    | 熱帶低氣壓麗莎                  |